# Гіпергеометричний розподіл
Гіпергеометричний розподіл в теорії імовірності моделює кількість успішних вибірок без повернення зі скінченної сукупності.
|             | витягнуті | не витягнуті  | всього |
| ----------- | --------- | ------------- | ------ |
| з дефектом  | k         | D − k         | D      |
| без дефекта | n − k     | N + k − n − D | N − D  |
| всього      | n         | N − n         | N      |

Типовий приклад представлений у попередній таблиці: дано сукупність N об'єктів, з яких D мають дефект. Гіпергеометричний розподіл описує ймовірність того, що у вибірці з n різних об'єктів, витягнутих із сукупності, рівно k об'єктів є бракованими.
Загалом, якщо випадкова величина X відповідає гіпергеометричному розподілу з параметрами N, D та n, то ймовірність отримання рівно k успіхів визначається формулою:
{\displaystyle f(k;N,D,n)={{{D \choose k}{{N-D} \choose {n-k}}} \over {N \choose n}}}
Ця ймовірність додатна, коли k лежить на проміжку між max{ 0, D + n − N } та min{ n, D }.
Наведену формулу можна трактувати так: існує {\displaystyle N \choose n} способів заповнити залишок вибірки (без повернення). Є {\displaystyle D \choose k} способів вибрати k бракованих об'єктів та {\displaystyle {N-D} \choose {n-k}} способів заповнити залишок вибірки об'єктами без дефектів.
У разі, коли розмір популяції є більшим, ніж розмір вибірки, гіпергеометричний розподіл добре апроксимується біноміальним розподілом з параметрами n (кількість випробувань) та p = D / N (ймовірність успіху в одному випробуванні).

## Визначення
Нехай є скінченна сукупність, яка складається з {\displaystyle N} елементів. Припустимо, що {\displaystyle n} із них мають потрібну нам властивість. Випадковим чином із загальної сукупності вибирається група з {\displaystyle D} елементів. Нехай {\displaystyle Y} — випадкова величина, що дорівнює кількості вибраних елементів, які мають потрібну властивість. Тоді функція ймовірностей {\displaystyle Y} має вигляд:
{\displaystyle p_{Y}(k)\equiv \mathbb {P} (Y=k)={\frac {C_{D}^{k}\,C_{N-D}^{n-k}}{C_{N}^{n}}}},
де {\displaystyle C_{n}^{k}\equiv {n \choose k}\equiv {\frac {n!}{k!\,(n-k)!}}} позначає біноміальний коефіцієнт. Пишемо: {\displaystyle Y\sim \mathrm {HG} (D,N,n)}.

## Моменти
Математичне сподівання {\displaystyle \mathbb {E} [Y]={\frac {nD}{N}}},
Дисперсія {\displaystyle \mathrm {D} [Y]={n(D/N)(1-D/N)(N-n) \over (N-1)}}.

## Приклади застосування
Класичним застосуванням гіпергеометричного розподілу є вибірка без повернення. Розглянемо урну з двома типами куль: чорними і білими. Визначимо витягнення білої кульки як успіх, а чорної як невдачу. Якщо N є числом всіх кульок в урні, а D - число білих кульок, то N − D число чорних кульок.
Тепер припустимо, що в урні знаходиться 5 білих і 45 чорних кульок. Перебуваючи біля урни, ви закриваєте очі й витягуєте 10 кульок. Яка ймовірність того, що витягнуто рівно 4 білі кульки?
Задача описується в наступній таблиці:
|              | витягнуті          | не витягнуті                         | завжди     |
| ------------ | ------------------ | ------------------------------------ | ---------- |
| білі кульки  | 4 (k)              | 1 = 5 − 4 (D − k)                    | 5 (D)      |
| чорні кульки | 6 = 10 − 4 (n − k) | 39 = 50 + 4 − 10 − 5 (N + k − n − D) | 45 (N − D) |
| всього       | 10 (n)             | 40 (N − n)                           | 50 (N)     |

Ймовірність {\displaystyle \mathbb {P} (k=x)} того, що будуть витягнені рівно x білих кульок (= кількості успіхів), може бути обчисленою за формулою:
{\displaystyle \mathbb {P} (k=x)=f(k;N,D,n)={{{D \choose k}{{N-D} \choose {n-k}}} \over {N \choose n}}.}
Звідси в нашому прикладі (x = 4), отримаємо:
{\displaystyle \mathbb {P} (k=4)=f(4;50,5,10)={{{5 \choose 4}{{45} \choose {6}}} \over {50 \choose 10}}=0.003964583\dots .}
Таким чином, ймовірність витягнути рівно 4 білі кульки досить мала (приблизно 0.004). Це означає , що при проведенні експеримента (витягненні 10 кульок з урни з 50 кульками без повернення) 1000 раз ми розраховуємо отримати вищезазначений результат 4 рази.
Що стосується ймовірності витягнути 5 білих кульок, то інтуїтивно зрозуміло, що вона буде менша, ніж імовірність витягнути 4 білі кульки. Давайте підрахуємо цю ймовірність.
|              | витягнуті          | не витягнуті                         | всього     |
| ------------ | ------------------ | ------------------------------------ | ---------- |
| білі кульки  | 5 (k)              | 0 = 5 − 5 (D − k)                    | 5 (D)      |
| чорні кульки | 5 = 10 − 5 (n − k) | 40 = 50 + 5 − 10 − 5 (N + k − n − D) | 45 (N − D) |
| всього       | 10 (n)             | 40 (N − n)                           | 50 (N)     |

Таким чином, ми отримуємо ймовірність:
{\displaystyle \mathbb {P} (k=5)=f(5;50,5,10)={{{5 \choose 5}{{45} \choose {5}}} \over {50 \choose 10}}=0.0001189375\dots ,}

## Симетричність
{\displaystyle f(k;N,D,n)={{{D \choose k}{{N-D} \choose {n-k}}} \over {N \choose n}}=f(n-k;N,N-D,n)}
Ця симетричність стає зрозумілою, коли перефарбувати білі кульки в чорні й навпаки. Таким чином, білі й чорні кульки просто міняються ролями.
{\displaystyle f(k;N,D,n)=f(k;N,n,D)}
Ця симетричність стає зрозумілою, коли замість виймання ви позначаєте кульки, які б вийняли. Обидва вирази дають ймовірність того, що рівно {\displaystyle k} кульок чорні й позначені як вийняті.

## Зв'язок з іншими розподілами
Нехай {\displaystyle X\sim \mathrm {HG} (m,N,n)} та {\displaystyle p=m/N}.
- Якщо {\displaystyle n=1}, то {\displaystyle X} має розподіл Бернуллі з параметром {\displaystyle p}.

- Нехай випадкова величина {\displaystyle Y} має біноміальний розподіл з параметрами {\displaystyle n} та {\displaystyle p}; вона моделює кількість успіхів в аналогічній задачі з поверненням. Коли {\displaystyle N} та {\displaystyle m} досить великі порівняно з {\displaystyle n}, а також {\displaystyle p} не є близьким до 0 чи 1 числом, тоді {\displaystyle X} та {\displaystyle Y} мають подібні розподіли, тобто {\displaystyle \mathbb {P} (X\leq k)\approx \mathbb {P} (Y\leq k)}.

- Якщо {\displaystyle n} велике, {\displaystyle N} та {\displaystyle m} великі порівняно з {\displaystyle n}, а {\displaystyle p} не є близьким до 0 чи 1, то

{\displaystyle \mathbb {P} (X\leq k)\approx \Phi \left({\frac {k-np}{\sqrt {np(1-p)}}}\right),}
де {\displaystyle \Phi } - функція розподілу стандартного нормального розподілу. 
- Якщо ймовірності витягнути білу чи чорну кулі не рівні між собою, (наприклад, внаслідок різної величини), то {\displaystyle X} має нецентральний гіпергеометричний розподіл.